# Huttengrund

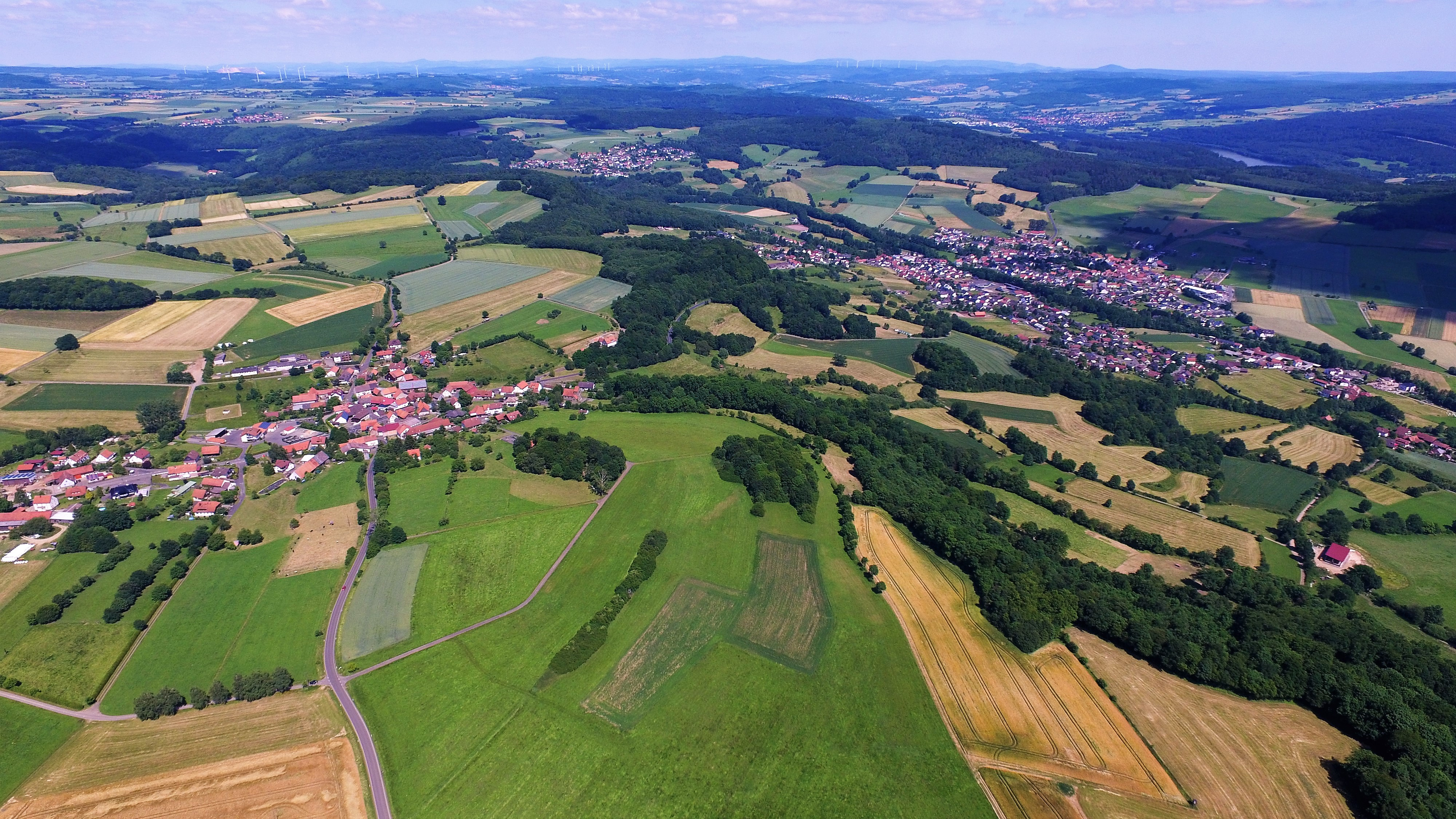
Der Huttengrund mit allen fünf Ortsteilen (2017)

Der sogenannte Huttengrund ist ein Seitental des Kinzigtals im Landkreis Main-Kinzig-Kreis. Er umfasst die Stadtteile Romsthal, Eckardroth und Wahlert der Stadt Bad Soden-Salmünster. Die Dörfer Romsthal, Eckardroth und Wahlert hängen fast nahtlos aneinander.
Der Huttengrund wird von der Salz durchflossen, die aus dem Vogelsberg kommend bei Salmünster in die Kinzig mündet. Sie trennt den Ortsteil Romsthal von den anderen zwei Ortsteilen Eckardroth und Wahlert. Romsthal ist mit zwei Brücken zu diesen Ortsteilen verbunden. Eine Brücke verbindet Wahlert mit Romsthal (Salzstraße – Wahlerter Str.), die Andere Eckardroth mit Romsthal (Hauptstraße-Georg-Kind-Straße).
Unter „Hutten’scher Grund“ versteht man die früheren Besitzungen der Herren von Hutten im Salztal, wozu auch Teile der Dörfer Kerbersdorf und Katholisch-Willenroth gehörten. Im Mittelalter gehörten die Dörfer des Huttischen Grundes zur Burg Soden und zum ehemaligen Reichsgericht Salmünster. Zu dieser Zeit wurde Eckardroth von umherstreunenden Räuberbanden als Unterschlupf und als Ausgangspunkt zur Flucht aus dem Huttischem Patrimonialgericht ins „Ausland“ genutzt.
Vereine
- Sportgemeinschaft Huttengrund 1978 e.V. (OT Eckardroth)
- Ski- und Wanderclub Huttengrund 1986 e.V. (OT Romsthal)
- Freiwillige Feuerwehr Huttengrund (OT Romsthal)
- Chorgemeinschaft „Hutten’scher Grund“ e.V. (OT Eckardroth)
- Vereinsring Huttengrund e.V.
- Gymnastikgruppe Huttengrund
- Kinder im Huttengrund – Förderverein der Grundschule Romsthal

Gebäude
- Die Huttengrundhalle (OT Romsthal)

Regelmäßige Veranstaltungen
- Zeltkirmes Huttengrund, die im OT Romsthal auf dem Schulgelände der Grundschule stattfindet
- Die Faschingssitzung Huttengrund in der Huttengrundhalle
- Der Faschingsumzug Huttengrund, der mit Start in Wahlert, über Eckardroth mit Endstation in Romsthal verläuft
- Weihnachtsmarkt Huttengrund (OT Romsthal an der Huttengrundhalle)